# Dillingham flygfält
Dillingham flygfält (IATA: HDH, ICAO: PHDH, FAA LID: HDH) är ett flygfält på nordvästra Oahu i delstaten Hawaii i USA. Flygfältet var tidigare militär flygplats, då under namnet Dillingham Air Force Base. Idag är det främst allmänflyg, sportflyg, segelflyg och fallskärmsflyg som pågår vid fältet, men viss militär aktivitet förekommer även.

## Historia
Militär aktivitet vid området började på 1920-talet med kust- och luftartilleri. Det fanns även vid tiden en järnväg som passerade, den togs dock bort 1947. År 1941 köptes mer mark och Armén konstruerade ett flygfält på platsen, då Mokulēʻia Airstrip. År 1948 ändrade fältet namn till Dillingam Air Force Base efter Henry Gaylord Dillingham, en B-29 Superfortress-pilot som dog under kriget. Sedan 1968 har State of Hawaii hyrt fältet från Armén, då under namnet Dillingham Airfield.

## I media
Stora delar av TV-serien Lost har filmats vid och i närområdet av fältet. Flygplansvraket från serien finns även bevarat vid fältet. Dillingham förekommer även i vissa avsnitt av Hawaii Five-0.